# Patrice Coirault
Patrice Coirault, né le 26 septembre 1875 à Surin (Deux-Sèvres) où il est mort le 15 janvier 1959, est un chercheur indépendant dont les travaux sur la chanson traditionnelle française ont totalement remis en cause l’approche qui prévalait avant lui. L’ethnomusicologie institutionnelle de son époque l’a ignoré et semble n’avoir pas vraiment compris sa pensée. C’est auprès des acteurs des mouvements de l’Éducation populaire, et, en particulier, de William Lemit, qu’il a trouvé le plus d’attention et de reconnaissance. Et c’est aux Éditions du Scarabée, celles des CEMEA, qu’il a publié son œuvre ultime, Formation de nos chansons folkloriques.
Son héritage est colossal et une partie du mérite en revient à sa femme, Alice Perguilhem, épousée en 1901, qui a participé à toutes ses recherches.

## Biographie
Né en 1875 à Surin, il est le fils de l'instituteur de la commune, Pierre Coirault, et de Honorée Langlais. Il fait ses études secondaires à Niort, puis entre en khâgne au lycée Michelet en 1894. Il obtient par la suite une licence ès lettres à la Sorbonne en 1900.
En juillet 1901, il entre au ministère des travaux publics en tant que rédacteur stagiaire et est titularisé l'année suivante. Il monte les différents échelons jusqu'à devenir sous-chef de bureau en avril 1911, puis chef de bureau en avril 1919. Le 19 septembre 1920, il est décoré chevalier de la Légion d'honneur et sera élevé au rang d'officier à son départ en retraite en 1934, alors qu'il était sous-directeur.
Bien qu'effectuant sa carrière en tant qu'ingénieur des travaux publics de l'État, il passe tout son temps libre en recherches, essentiellement dans les bibliothèques et archives parisiennes. Il étudie et classe toutes les chansons recueillies par les folkloristes qui l’ont précédé, publiées ou manuscrites, et les sources écrites anciennes. Le temps des vacances est consacré à la collecte, en Poitou, d’où il est originaire, et en Béarn, d’où vient son épouse.
Patrice Coirault était en outre joueur de flûte traversière.

## Travaux
Son étude des chansons traditionnelles françaises est en rupture avec les visions des folkloristes du XIXe siècle et des romantiques. Il démontre que la recherche des versions originales des chansons recueillies est vaine, car ces dernières sont le résultat d’un processus permanent et constitutif de modifications liées à la transmission orale.
Son travail sur la chanson traditionnelle fait apparaître le concept de chanson-type, selon lequel est organisé son fichier : le thème abordé, les similitudes dans les paroles et la coupe permettent de regrouper plusieurs chansons comme autant de versions d'un même type (par exemple, les différentes versions de Le loup, le renard, le lièvre). Ces chansons-type, au nombre approximatif de 2230, sont regroupées dans 121 rubriques.
Pas plus que ses collectes, Patrice Coirault ne destinait son fichier à la publication. C’est Georges Delarue, assisté d’Yvette Fédoroff, Simone Wallon puis Marlène Belly, qui a établi, à partir des fiches de Coirault, révisées, complétées, normalisées et indexées, le Répertoire des chansons françaises de tradition orale, maintenant devenu outil indispensable de tous ceux qui s’intéressent à la chanson traditionnelle francophone et, souvent, aussi, occitanophone.
Ce classement est différent de celui mis au point par le Québécois Conrad Laforte, qui est parti non du thème des chansons mais de leur structure.

## Œuvres
- Patrice Coirault, Recherches sur notre ancienne chanson populaire traditionnelle, vol. I (1927) - II (1928) - III et IV (1929 - V (1933), Paris, Droz, 1927-1933.
- Patrice Coirault, Notre chanson folklorique, Paris, A. Picard, 1942, 468 p.
- Patrice Coirault, Formation de nos chansons folkloriques, vol. I (1953) - II (1955) - III (1959) - IV (1963), Éditions du Scarabée, 1953-1963, 486 p.
- Patrice Coirault et al., Répertoire des chansons françaises de tradition orale, vol. I La poésie et l'amour (1996) - II La vie sociale et militaire (2000) - III (Religion, crimes, divertissement 2006), Bibliothèque nationale de France, 1996-2006.
- Patrice Coirault et al., 1900 textes et mélodies collectés par Patrice Coirault, Bibliothèque nationale de France, 2013.